# 崔東原
崔東原（韓語：최동원，1958年5月24日—2011年9月14日），為韓國的棒球選手之一，因其具有很好的完投能力，因此綽號為「鐵腕」，曾效力於韓國職棒樂天巨人隊及三星獅隊，2011年9月14日因罹患大腸癌病逝於高陽市，享年53歲，其背號「11」為樂天巨人隊的永久退休號碼。

## 生平

### 球員時期
業餘時期效力於韓國電力棒球隊，1982年，原本美國職棒多倫多藍鳥隊有意網羅入團，並與其簽下合約，但時逢韓國職棒的成立，加上政府干預和兵役問題，迫使他必須放棄和球團簽約，並在1983年的選秀會上被樂天巨人以第一輪第10順位選中，順利加盟樂天巨人，首年便投出16次完投，並以9勝16敗、防禦率2.89的成績結束新人球季。
1984年，以27勝13敗和223次三振拿下勝投王、三振王、金手套獎和年度MVP等四項大獎，其中單季223次三振的紀錄更創下韓國職棒的紀錄，直到2021年才被斗山熊隊的Ariel Miranda以225次三振打破，但季後賽4勝的紀錄至今在韓職仍尚未有人打破。
1987年5月16日，崔東原和海陀虎宣銅烈上演一場精采的王牌對決。崔東原完投15局用了209球，但宣銅烈不遑多讓，以232球同樣也完成了15局，但兩隊最後仍以2：2握手言和，這也是讓崔東原成名的一場比賽。
1988年，因為支持球員工會的成立，因而被球團交易到三星獅，但到了三星之後身手大不如前，投球局數甚至不滿100局，1990年5月20日，投出第1000次三振，也是韓職史上第一位，但在季後宣布引退。

### 教練時期
2001年，獲韓華鷹隊的邀請擔任投手教練，期間也曾擔任球評，並在2007年擔任韓華鷹的二軍總教練，現洛杉磯道奇隊投手柳賢振也曾接受過他的指導，並於2008年季末因身體因素離隊，隔年起擔任韓國職棒的技術委員。
2011年9月14日，因大腸癌病逝，享年53歲，此消息一出也震驚了韓國棒壇，而樂天巨人隊也在9月30日宣布其在球員時期所穿的背號「11」列為永久退休背號，為隊史首位，以紀念崔東原的優異表現。

## 職棒生涯成績
| 年度 | 球隊     | 出賽 | 先發 | 局數   | 勝投 | 敗投 | 中繼 | 救援成功 | 完投 | 完封 | 四死 | 三振 | 責失 | 自責分率 | 被上壘率 |
| ---- | -------- | ---- | ---- | ------ | ---- | ---- | ---- | -------- | ---- | ---- | ---- | ---- | ---- | -------- | -------- |
| 1983 | 樂天巨人 | 38   | 21   | 208.2  | 9    | 16   | 0    | 4        | 16   | 1    | 51   | 148  | 67   | 2.89     | 1.21     |
| 1984 | 樂天巨人 | 51   | 20   | 284.2  | 27   | 13   | 0    | 6        | 14   | 1    | 68   | 223  | 76   | 2.40     | 1.04     |
| 1985 | 樂天巨人 | 42   | 17   | 225.0  | 20   | 9    | 0    | 8        | 14   | 4    | 41   | 161  | 48   | 1.92     | 0.94     |
| 1986 | 樂天巨人 | 39   | 21   | 267.0  | 19   | 14   | 0    | 2        | 17   | 4    | 55   | 208  | 46   | 1.55     | 0.97     |
| 1987 | 樂天巨人 | 32   | 22   | 224.0  | 14   | 12   | 0    | 2        | 15   | 4    | 61   | 163  | 70   | 2.81     | 1.25     |
| 1988 | 樂天巨人 | 16   | 4    | 83.1   | 7    | 3    | 0    | 3        | 3    | 1    | 24   | 83   | 19   | 2.05     | 1.21     |
| 1989 | 三星獅   | 8    | 4    | 30.0   | 1    | 2    | 0    | 0        | 0    | 0    | 18   | 9    | 7    | 2.10     | 1.80     |
| 1990 | 三星獅   | 22   | 15   | 92.0   | 6    | 5    | 0    | 1        | 2    | 0    | 54   | 24   | 54   | 5.28     | 1.82     |
| 合計 | 8年      | 248  | 124  | 1414.2 | 103  | 74   | 0    | 26       | 81   | 15   | 372  | 1019 | 387  | 2.46     | 1.15     |

- 粗體字為聯盟該年度最高成績

## 紀念

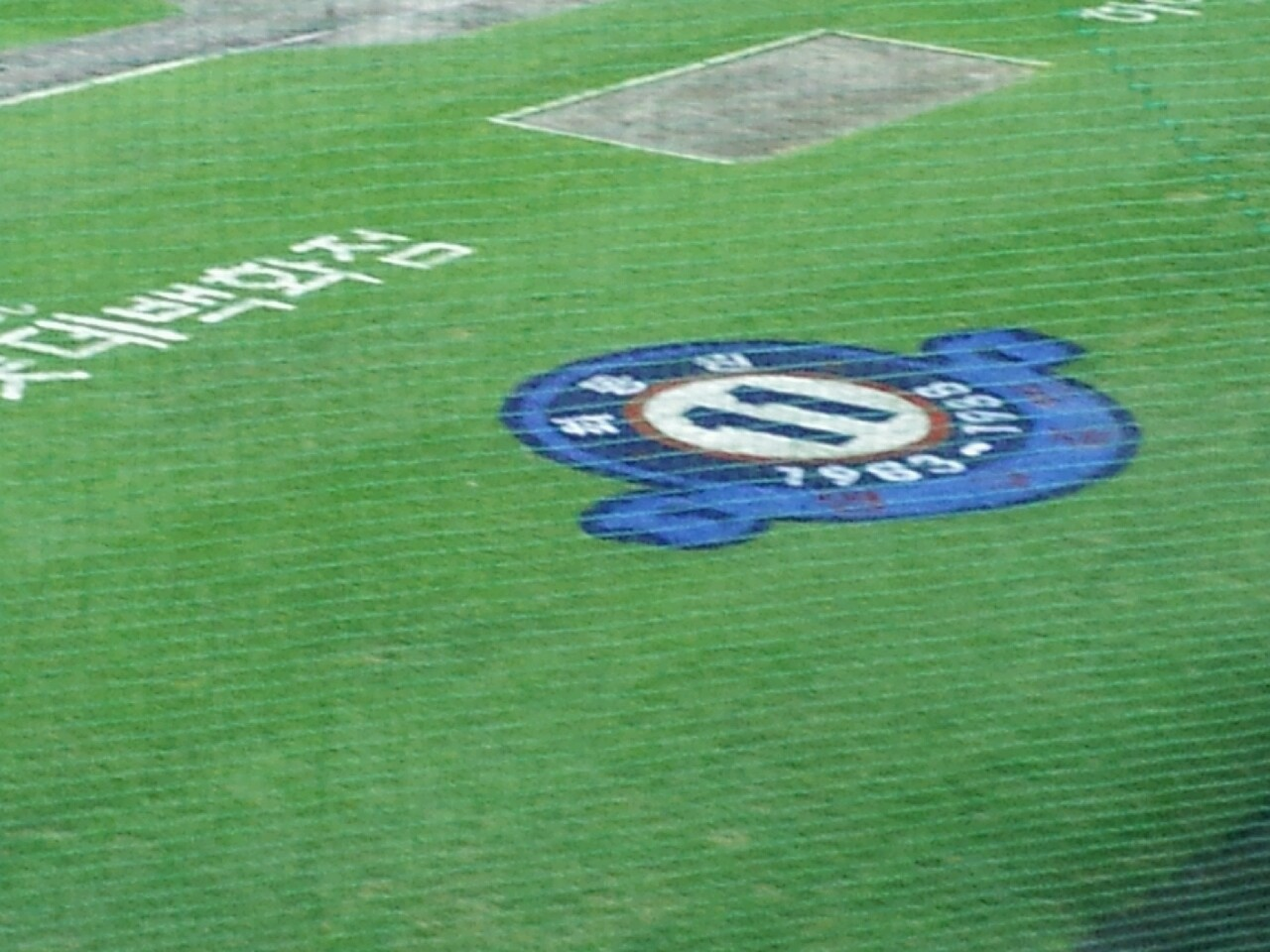
社稷棒球場的場邊塗著代表崔東原的11

- 2011年，朴熙坤導演改編的電影《決戰投手丘》上映，重現1987年5月16日由樂天巨人對上海陀虎的比賽，由演員曹承佑飾演崔東原，宣銅烈的角色則由梁東根飾演。
- 2014年，釜山銀行（朝鲜语：부산은행）出資設立「崔東原獎」，用來紀念崔東原對韓國棒壇的貢獻。
- 2015年，樂天巨人在主場社稷棒球場外面豎立崔東原的雕像，作為懷念崔東原的紀念。

## 外部連結
- 崔東原在台灣棒球維基館上的頁面（繁體中文）
- 崔東原在韓國職棒官網（打者）（英语）
- 崔東原在韓國職棒官網（投手）（英语）
- 崔東原在Baseball-Reference.com（小聯盟以及海外聯盟）（英语）